# Reugny (Indre-et-Loire)
Pour les articles homonymes, voir Reugny.
Reugny est une commune française de la région Centre-Val de Loire située dans le département d'Indre-et-Loire, au nord-est de Tours.
D'une superficie de 2 972 ha, la commune fait partie de la communauté de communes Touraine-Est Vallées, dans le canton de Vouvray. En 2008, elle comptait 1 602 habitants, répartis entre le bourg et l'ensemble des hameaux. Ses habitants sont appelés les Reugnois(e)s.
Situé à 22 km au nord-est de Tours, le village de Reugny s'est établi à mi-chemin du cours inférieur de la Brenne, en aval de Château-Renault. La rivière se divise alors en de nombreux bras, la vallée s'étale largement entre deux coteaux abrupts, souvent boisés, couronnés de châteaux, parmi les plateaux couverts de cultures et de vignes d'appellation Vouvray. Cette campagne riante aux aspects variés offre un cadre de choix à proximité de l'agglomération tourangelle[Interprétation personnelle ?].
Le bourg aussi ne manque pas de charme avec ses demeures anciennes, ses maisons typiques de val de Brenne, au pied du clocher de son église d'origine médiévale. Reugny s'est développé entre de nombreux châteaux, dont trois subsistent aujourd'hui : le château de la Côte, manoir de style Renaissance, la belle demeure du XVIIIe siècle de Launay et, sur la rive gauche de la Brenne, le portail, la poterne et les tours d'une forteresse ancienne protègent encore le château du XVIe siècle qui perpétue le souvenir de Louise de la Vallière[Selon qui ?]. Hormis ses souterrains et un pan de mur de 4 m de long, le château royal où a séjourné Louis XI a disparu.
Pendant la Renaissance, Reugny avait pris son premier essor, avec ses foires de Saint-Médard en juin et de Saint-Michel fin septembre. Encore aujourd'hui, de nombreux commerçants et artisans assurent la vie du bourg. Touché par l'exode rural pendant quelque temps, Reugny a retrouvé son dynamisme en doublant sa population entre 1975 et 2008.

## Géographie

### Localisation
Reugny est située au nord-est du département d'Indre-et-Loire et fait partie de la région historique de Touraine.
Les communes limitrophes sont : Neuillé-le-Lierre, Monnaie, Montreuil-en-Touraine, Nazelles-Négron, Chançay, Crotelles, Vernou-sur-Brenne et Villedômer.
| Crotelles         | Neuillé-le-Lierre | Neuillé-le-Lierre     |
| Monnaie           | Reugny            | Montreuil-en-Touraine |
| Vernou-sur-Brenne | Chançay           | Nazelles-Négron       |

### Topographie, géologie, relief
La commune est située à 15 km au nord-est de Vouvray, au nord-ouest d'Amboise et au sud de Château-Renault, et à 23 km de Tours.
Le relief de Reugny est influencé par la vallée de la rivière Brenne qui s'écoule du nord au sud avant de rejoindre la Cisse à Vernou-sur-Brenne. Le ruisseau du Mélotin coule d'ouest en est pour se jeter dans la Brenne près du moulin du Pont.
L'altitude s'étend de 60 mètres (vallée de la Brenne et du Mélotin) pour culminer à plus de 120 mètres (sur le plateau de l'autre côté de l'autoroute). Le niveau est de 100 mètres au cimetière. Sêtre culmine à 107 mètres et le Point du Jour à 110 mètres.

### Hydrographie

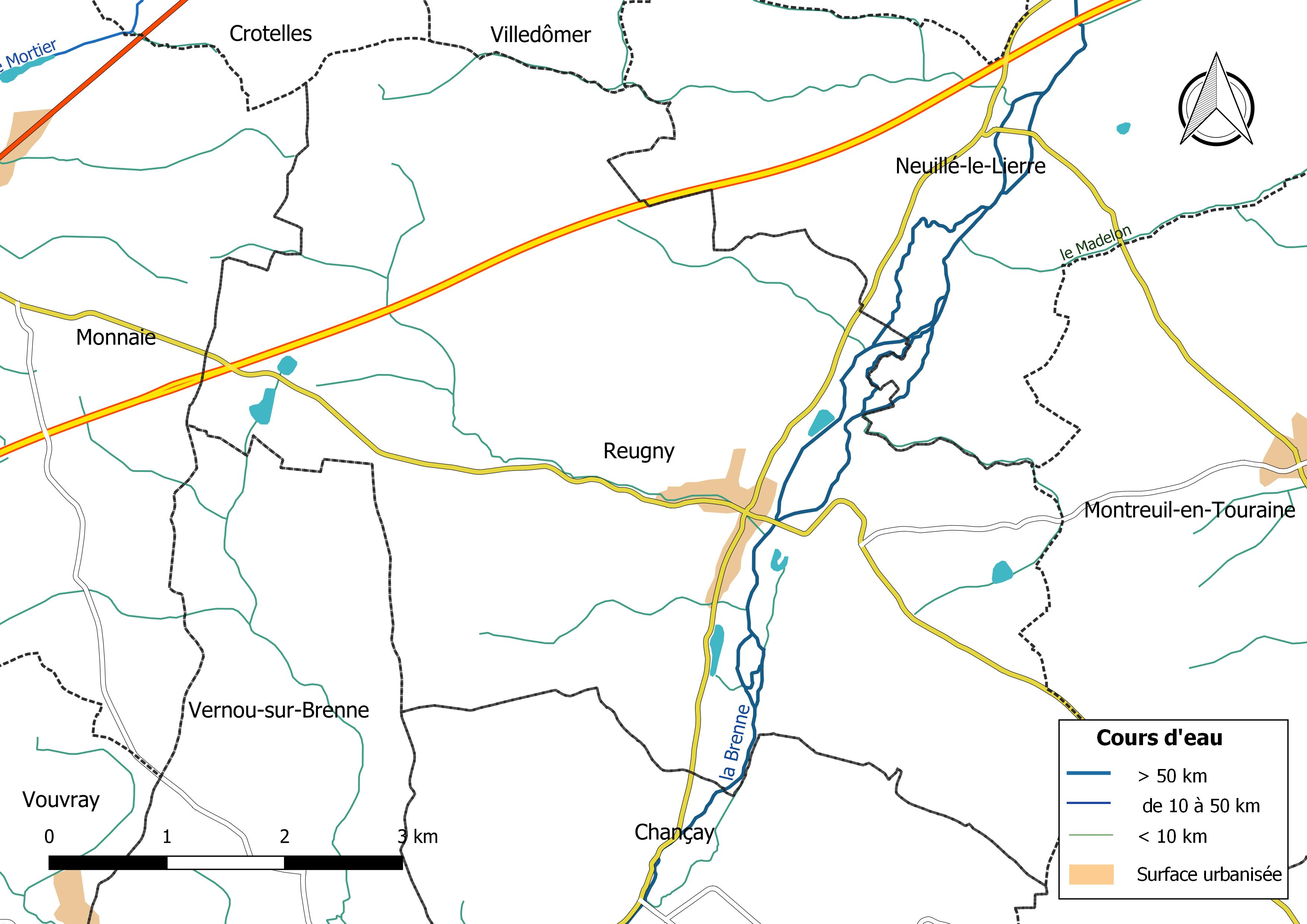
Réseau hydrographique de Reugny.

Le réseau hydrographique communal, d'une longueur totale de 26,83 km, comprend un cours d'eau notable, la Brenne (4,114 km), et divers petits cours d'eau pour certains temporaires,.
La Brenne, d'une longueur totale de 54,2 km, prend sa source à 127 mètres d'altitude près du lieu-dit Le Moulin à Vent sur la commune de Pray et se jette dans la Cisse à Vernou-sur-Brenne, à 50 mètres d'altitude, à l'est de Vouvray, après avoir traversé d'ouest en est 15 communes. La station hydrométrique de Villedômer [Bas Villaumay Amont] permet de caractériser les paramètres hydrométriques de la Brenne. Le débit mensuel moyen (calculé sur 51 ans pour cette station) varie de 0,39 m3/s au mois d'août à 2,83 m3/s au mois de février. Le débit instantané maximal observé sur cette station est de 72,6 m3/s le 14 mars 2001, la hauteur maximale relevée a été de 2,08 m ce même jour,.
Sur le plan piscicole, la Brenne est classée en première catégorie piscicole. Le groupe biologique dominant est constitué essentiellement de salmonidés (truite, omble chevalier, ombre commun, huchon).

### Climat
Pour des articles plus généraux, voir Climat du Centre-Val de Loire et Climat d'Indre-et-Loire.
En 2010, le climat de la commune est de type climat océanique dégradé des plaines du Centre et du Nord, selon une étude du CNRS s'appuyant sur une série de données couvrant la période 1971-2000. En 2020, Météo-France publie une typologie des climats de la France métropolitaine dans laquelle la commune est exposée à un climat océanique altéré et est dans la région climatique  Moyenne vallée de la Loire, caractérisée par une bonne insolation (1 850 h/an) et un été peu pluvieux. 
Pour la période 1971-2000, la température annuelle moyenne est de 11 °C, avec une amplitude thermique annuelle de 14,7 °C. Le cumul annuel moyen de précipitations est de 720 mm, avec 10,8 jours de précipitations en janvier et 6,7 jours en juillet. Pour la période 1991-2020, la température moyenne annuelle observée sur la station météorologique de Météo-France la plus proche, « Amboise - Lycée », sur la commune d'Amboise à 11 km à vol d'oiseau, est de 12,2 °C et le cumul annuel moyen de précipitations est de 711,0 mm,. Pour l'avenir, les paramètres climatiques de la commune estimés pour 2050 selon différents scénarios d'émission de gaz à effet de serre sont consultables sur un site dédié publié par Météo-France en novembre 2022.

## Urbanisme

### Typologie
Au 1er janvier 2024, Reugny est catégorisée bourg rural, selon la nouvelle grille communale de densité à sept niveaux définie par l'Insee en 2022.
Elle est située hors unité urbaine. Par ailleurs la commune fait partie de l'aire d'attraction de Tours, dont elle est une commune de la couronne,. Cette aire, qui regroupe 162 communes, est catégorisée dans les aires de 200 000 à moins de 700 000 habitants,.

### Occupation des sols
L'occupation des sols de la commune, telle qu'elle ressort de la base de données européenne d’occupation biophysique des sols Corine Land Cover (CLC), est marquée par l'importance des territoires agricoles (79,8 % en 2018), une proportion identique à celle de 1990 (79,8 %). La répartition détaillée en 2018 est la suivante : 
terres arables (55 %), forêts (18,8 %), zones agricoles hétérogènes (11,6 %), prairies (7,6 %), cultures permanentes (5,6 %), zones urbanisées (1,4 %). L'évolution de l’occupation des sols de la commune et de ses infrastructures peut être observée sur les différentes représentations cartographiques du territoire : la carte de Cassini (XVIIIe siècle), la carte d'état-major (1820-1866) et les cartes ou photos aériennes de l'IGN pour la période actuelle (1950 à aujourd'hui).

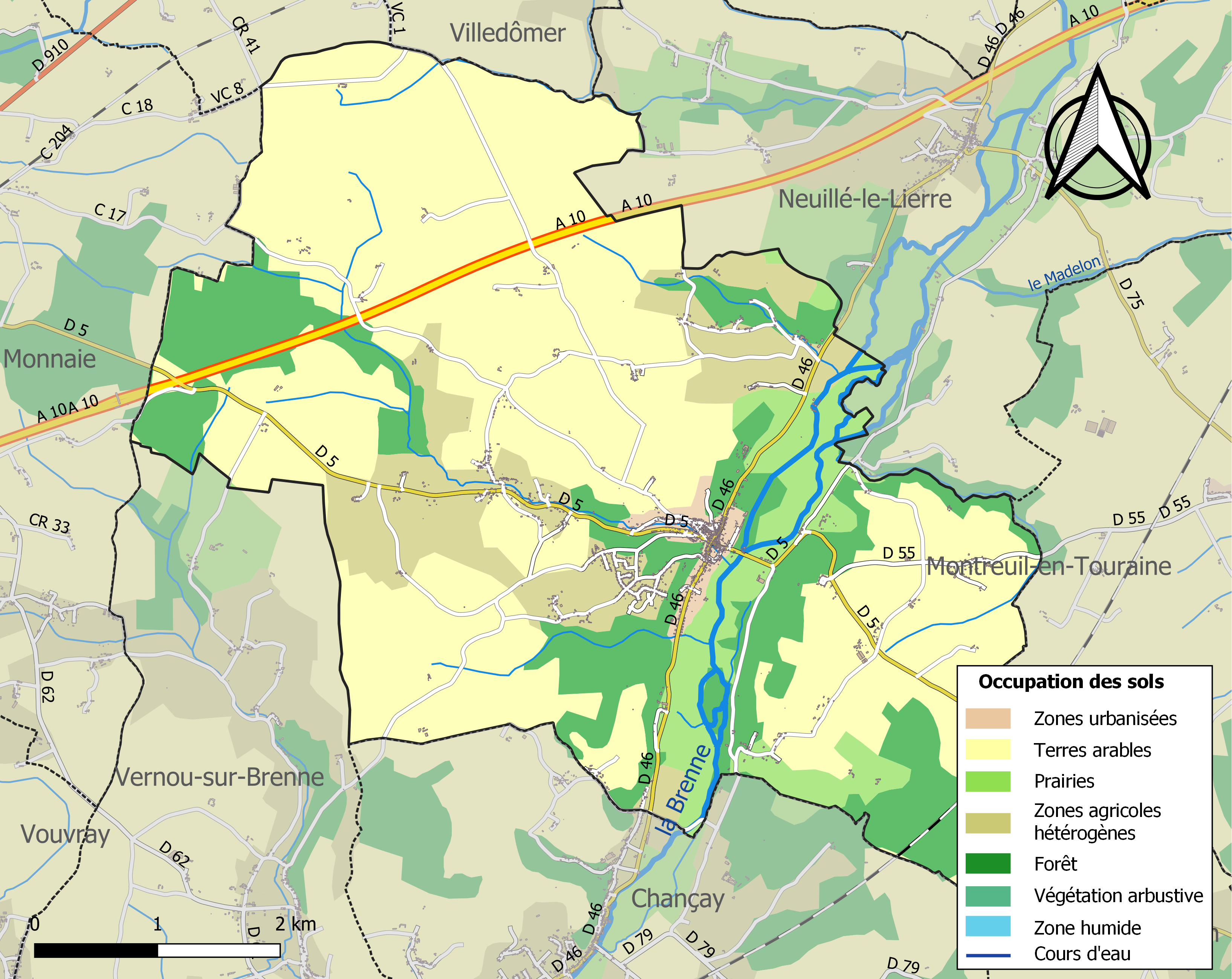
Carte des infrastructures et de l'occupation des sols de la commune en 2018 (CLC).

### Risques majeurs
Le territoire de la commune de Reugny est vulnérable à différents aléas naturels : météorologiques (tempête, orage, neige, grand froid, canicule ou sécheresse) et séisme (sismicité très faible). Un site publié par le BRGM permet d'évaluer simplement et rapidement les risques d'un bien localisé soit par son adresse soit par le numéro de sa parcelle.

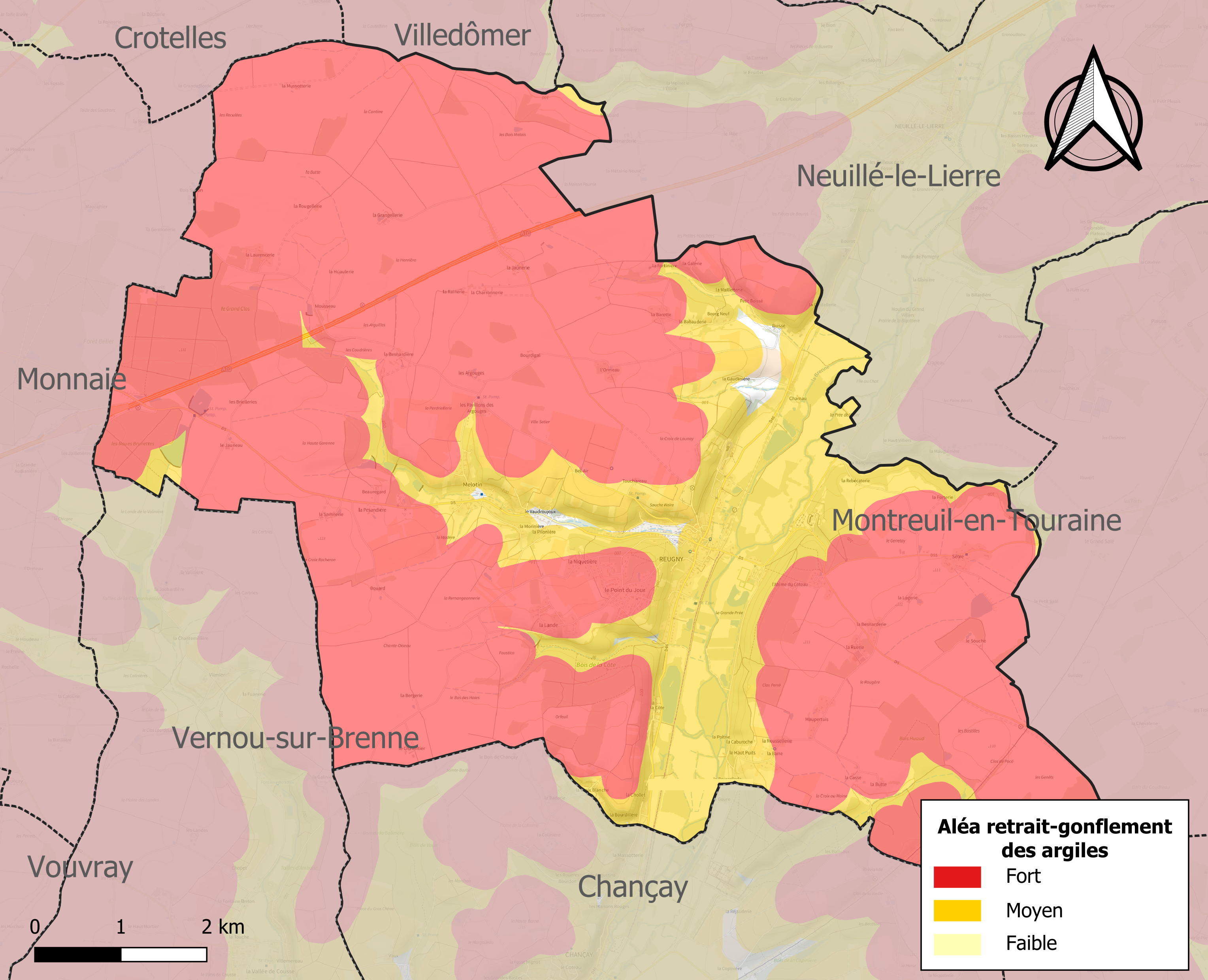
Carte des zones d'aléa retrait-gonflement des sols argileux de Reugny.

Le retrait-gonflement des sols argileux est susceptible d'engendrer des dommages importants aux bâtiments en cas d’alternance de périodes de sécheresse et de pluie. 99,2 % de la superficie communale est en aléa moyen ou fort (90,2 % au niveau départemental et 48,5 % au niveau national). Sur les 773 bâtiments dénombrés sur la commune en 2019, 735 sont en aléa moyen ou fort, soit 95 %, à comparer aux 91 % au niveau départemental et 54 % au niveau national. Une cartographie de l'exposition du territoire national au retrait gonflement des sols argileux est disponible sur le site du BRGM,.
Concernant les mouvements de terrains, la commune a été reconnue en état de catastrophe naturelle au titre des dommages causés par la sécheresse en 1990, 1992 et 2011 et par des mouvements de terrain en 1999 et 2001.

## Héraldique
| Blason de Reugny | Les armes de Reugny se blasonnent ainsi : Taillé : au premier de gueules à la tour d'or ouverte, ajourée et maçonnée de sable, au second d'or à la fleur de lys d'azur. |

## Toponymie
Reugny est désigné sous le nom de Ruiniacum dans une charte de Marmoutier datant de 1104.
Reugny est nommé Ruini dans une charte de Thibault en 1209 puis Ruigny sur une inscription de 1555 dans l'église[réf. nécessaire].

## Histoire

### L'Antiquité
Une voie gallo-romaine passait par Reugny, elle reliait Tours et Vendôme. Sur le territoire de la commune elle empruntait l'actuelle route du moulin du Puits à la Vallière, puis elle partait vers Neuillé le Lierre, par les moulins de Villiers.
En 1842, à Maupertuis, un vase de forme antique très orné a été découvert en cultivant un champ. Abandonné aux mains d'enfants, il fut brisé peu de temps après son extraction.
À Sêtre, un puits ancien et la tradition d'une « ville disparue », sont probablement les indices d'un site gallo-romain.
Les caves situées sous l'ancien château semblent être des refuges préparés par la population à l'époque des grandes invasions barbares.
Une urne funéraire gallo-romaine en verre de couleur verdâtre, munie de deux larges anses striées, a été trouvée en 1969 à l'entrée du bourg de Reugny, à 25 mètres à l'ouest de la route de Tours, lors de la construction d'une maison. Elle contenait encore des ossements humains calcinés et un clou en fer. Elle est aujourd'hui au musée archéologique de Touraine, à l'Hôtel Goüin.

### Le Moyen Âge
Reugny est désigné sous le nom de Ruiniacum dans une charte de Marmoutier de 1104, et formait une châtellenie relevant du château de Tours. En 1101 elle appartenait à un chevalier nommé Vital. 
La nef de l'église, qui a conservé ses fenêtres meurtrières d'époque, deux portes romanes obstruées et le porche d'entrée, date du XIe siècle. La chapelle de la Vallière est ajoutée par les seigneurs d'Orfeuille au XIIIe siècle, et la chapelle de la Côte par les seigneurs de Boissé au XIVe ou au XVe siècle. 
Les deux tours entourant le portail d'entrée de la Vallière sont du XIIIe siècle. 
Le Petit-Rochecorbon est construit au XVe siècle.
Le Navire abritait une léproserie au XVe siècle.
Un pan de mur de 4 mètres de long est le dernier vestige du château royal, qui appartenait à Louis XI.

### L'Époque Moderne
Voir ici : Histoire de Reugny

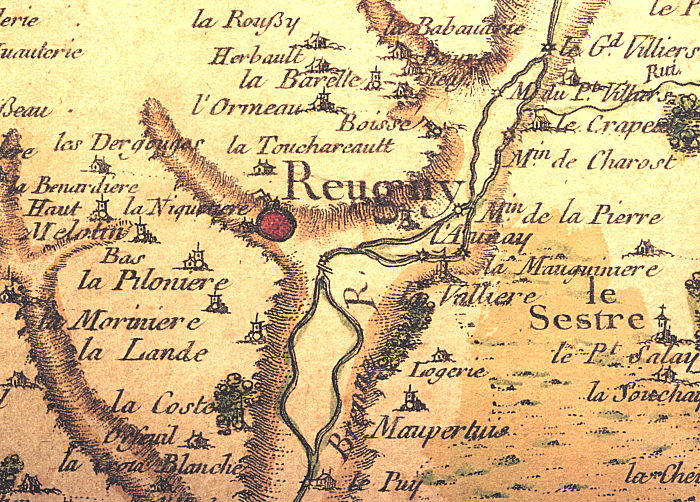

En 1275, Thibault de Mathefelon en était possesseur, et elle resta la propriété de ses descendants jusque vers 1470, époque où elle fut réunie au domaine de la couronne. Après un échange temporaire avec Guillaume de Harcourt, contre la terre de Gaillefontaine en Normandie, elle revint au domaine royal sous Charles VIII, puis fut vendue. C'est le 27 mars 1591 que Jean de la Baume le Blanc, seigneur de la Vallière, s'en rendit acquéreur. De son mariage avec Françoise de Beauvau, ce Jean le Blanc eut douze enfants dont l'aîné, Laurent, fut le père de Françoise-Louise, duchesse de la Vallière. La terre de Reugny resta jusqu'en 1789 dans la famille de la Baume le Blanc par ordre de primogéniture.

## Politique et administration
| Période   | Période      | Identité        | Étiquette | Qualité |
| --------- | ------------ | --------------- | --------- | --- |
| 1892      | 1924 (décès) | Victor Lefébure | Rad.      | Ingénieur des Arts et Manufactures Propriétaire du château de Launay Conseiller d'arrondissement puis conseiller général |
|           |              |                 |           | |
| mars 2001 | mars 2014    | Bernard Bardin  | DVG       | Instituteur (retraité)                                                                                                   |
| mars 2014 | mai 2020     | Axelle Tréhin   | DVG       | Bibliothécaire |
| mars 2014 | En cours     | Nicolas Toker   | DVG       | |

## Démographie
L'évolution du nombre d'habitants est connue à travers les recensements de la population effectués dans la commune depuis 1793. Pour les communes de moins de 10 000 habitants, une enquête de recensement portant sur toute la population est réalisée tous les cinq ans, les populations de référence des années intermédiaires étant quant à elles estimées par interpolation ou extrapolation. Pour la commune, le premier recensement exhaustif entrant dans le cadre du nouveau dispositif a été réalisé en 2006.

En 2022, la commune comptait 1 764 habitants, en évolution de +6,27 % par rapport à 2016 (Indre-et-Loire : +1,67 %, France hors Mayotte : +2,11 %).
| 1793  | 1800  | 1806  | 1821  | 1831  | 1836  | 1841  | 1846  | 1851  |
| ----- | ----- | ----- | ----- | ----- | ----- | ----- | ----- | ----- |
| 1 050 | 1 125 | 1 178 | 1 226 | 1 241 | 1 288 | 1 217 | 1 324 | 1 267 |

| 1856  | 1861  | 1866  | 1872  | 1876  | 1881  | 1886  | 1891  | 1896  |
| ----- | ----- | ----- | ----- | ----- | ----- | ----- | ----- | ----- |
| 1 227 | 1 212 | 1 252 | 1 209 | 1 227 | 1 237 | 1 301 | 1 265 | 1 294 |

| 1901  | 1906  | 1911  | 1921  | 1926  | 1931  | 1936  | 1946  | 1954  |
| ----- | ----- | ----- | ----- | ----- | ----- | ----- | ----- | ----- |
| 1 242 | 1 284 | 1 233 | 1 116 | 1 121 | 1 155 | 1 037 | 1 143 | 1 140 |

| 1962  | 1968 | 1975 | 1982  | 1990  | 1999  | 2006  | 2011  | 2016  |
| ----- | ---- | ---- | ----- | ----- | ----- | ----- | ----- | ----- |
| 1 009 | 947  | 878  | 1 181 | 1 289 | 1 416 | 1 552 | 1 592 | 1 660 |

| 2021  | 2022  | - | - | - | - | - | - | - |
| ----- | ----- | - | - | - | - | - | - | - |
| 1 760 | 1 764 | - | - | - | - | - | - | - |

## Population et société

### Enseignement
L'école maternelle et primaire Lucie Aubrac dispose de 7 classes pour 8 niveaux, et environ 190 élèves inscrits chaque année.
Les élèves de Reugny vont ensuite au collège Gaston-Huet de Vouvray, le transport est assuré par des bus scolaires matin et soir.

### Santé et Sport
La commune complexe sportif dont, un gymnase, d'un terrain de football et d'un terrain de tennis ainsi que des associations sportive. Les piscines les plus proches sont à Amboise, Vouvray et Château-Renault (15 km).

## Économie
Reugny est un village vigneron de l'AOC Vouvray.
Reugny est desservie en bus par la société du conseil général Fil vert, 3 bus par jour vers Tours, et autant pour le retour. L'autoroute traverse le village, et une sortie est située à 10 km du bourg, à Monnaie. Il y a une gare TER à Amboise (15 km), et une gare TGV à Tours (25 km).
À Reugny se tient le dernier dimanche d'octobre la foire à la bernache célébration de ce vin nouveau.
L'autoroute ne traverse pas le village.

## Lieux et monuments
- Le château de la Vallière domine Reugny sur le coteau de la rive gauche de la Brenne.
- Le château de Reugny, cité au XVe siècle : il ne reste qu'un souterrain et un pan de mur de quatre mètres de long à la sortie nord-ouest du bourg. Louis XI y serait venu en janvier 1480.
- Le Manoir de La Côte, construit après 1530, est composé de deux corps de logis et d'une tourelle cylindrique. Il dispose d'une chapelle à beau vitrail Renaissance. Il est classé aux Monuments Historiques depuis 1989.
- Le Petit Rochecorbon, à  tour d'escalier polygonale, tours d'enceinte et portail date du XVe siècle.
- L'église Saint-Médard est une église romane, datant des XIe et XIIe siècles elle possède un clocher tors de 38 mètres de haut, construit ainsi pour mieux résister au vent. Il est constitué d'une flèche octogonale, qui tourne de gauche à droite de 1/16e de tour, reposant sur une tour carrée le tout recouvert d'ardoises. La nef a été restaurée en 1889, les vitraux du chœur datent de 1901 et sont signés Jean-Prosper Florence, maître-verrier de Tours. L'église abrite un banc d'époque Louis-Philippe.
- La chapelle de la côte est située côté sud, elle a été rajoutée par les seigneurs de Boissé au XVe siècle, elle possède deux travées, la travée orientale est ornée de peintures du XVIIe siècle, elles auraient été commandées par la mère de Jean de la Baume le Blanc pour le mariage de celui-ci vers 1610. Ce lambris est inscrit sur la liste des monuments classés depuis 1948, il a été restauré en 1990. L'autel est l'ancien maître-autel, datant du XVIIIe siècle.
- La chapelle de La Vallière dite de la Madeleine date du XIIe siècle, elle se trouve dans le transept nord. Louise Françoise de La Baume Le Blanc plus connue sous le nom de Mme de La Vallière vint souvent s'y recueillir ; en 1655, elle y vit se marier sa mère, pour la troisième fois. Le vitrail représente Marie-Madeleine chez Simon. Au premier plan Louise de la Miséricorde qui est le nom de carmelite que prit la duchesse de la Vallière, au fond le manoir de Reugny et au sommet les armoiries de la famille et sa devise : "Près du Prince comme près du feu". Sous cette chapelle se trouve une crypte, où se trouvent les restes de Samuel de la Baume Le Blanc, mort au siège d'Ostende en 1602. En 1871, la crypte servit de refuge aux habitants lors de l'invasion prussienne.
- Le presbytère est un petit manoir à fronton triangulaire du XVIIIe siècle.
- Le château de Launay date du XVIIIe siècle[28]. C'est actuellement un Centre d’Éducation Surveillée (CESAP).
- La mairie est une belle maison bourgeoise de la fin du XIXe siècle, au salon décoré de tapisseries d'Aubusson.
- De nombreux moulins sont présents de long de la rivière (la Brenne).
- Le monument aux morts a été construit par M. Fontbonne en 1921.

### Galerie

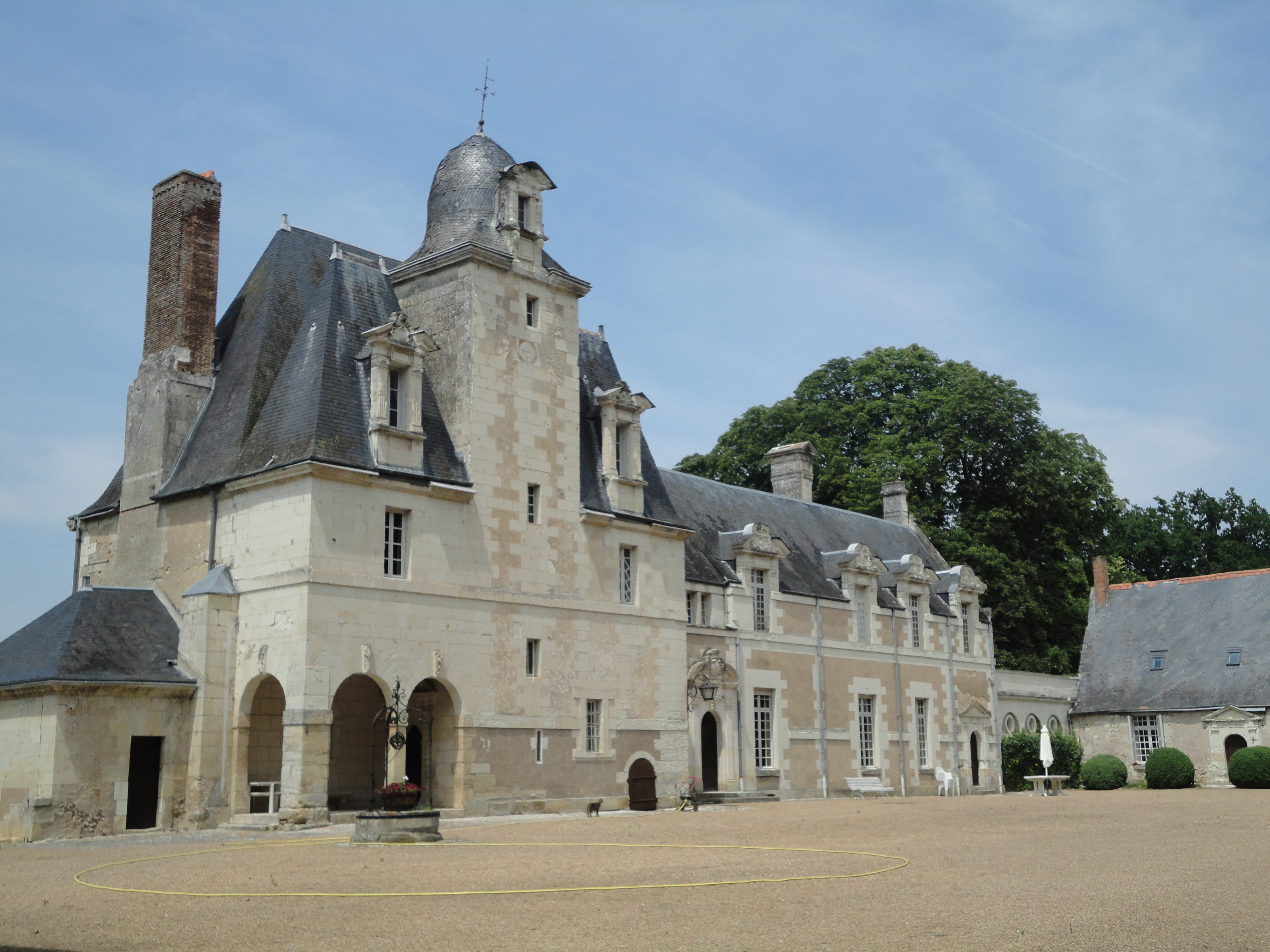
Le Château de la Vallière.
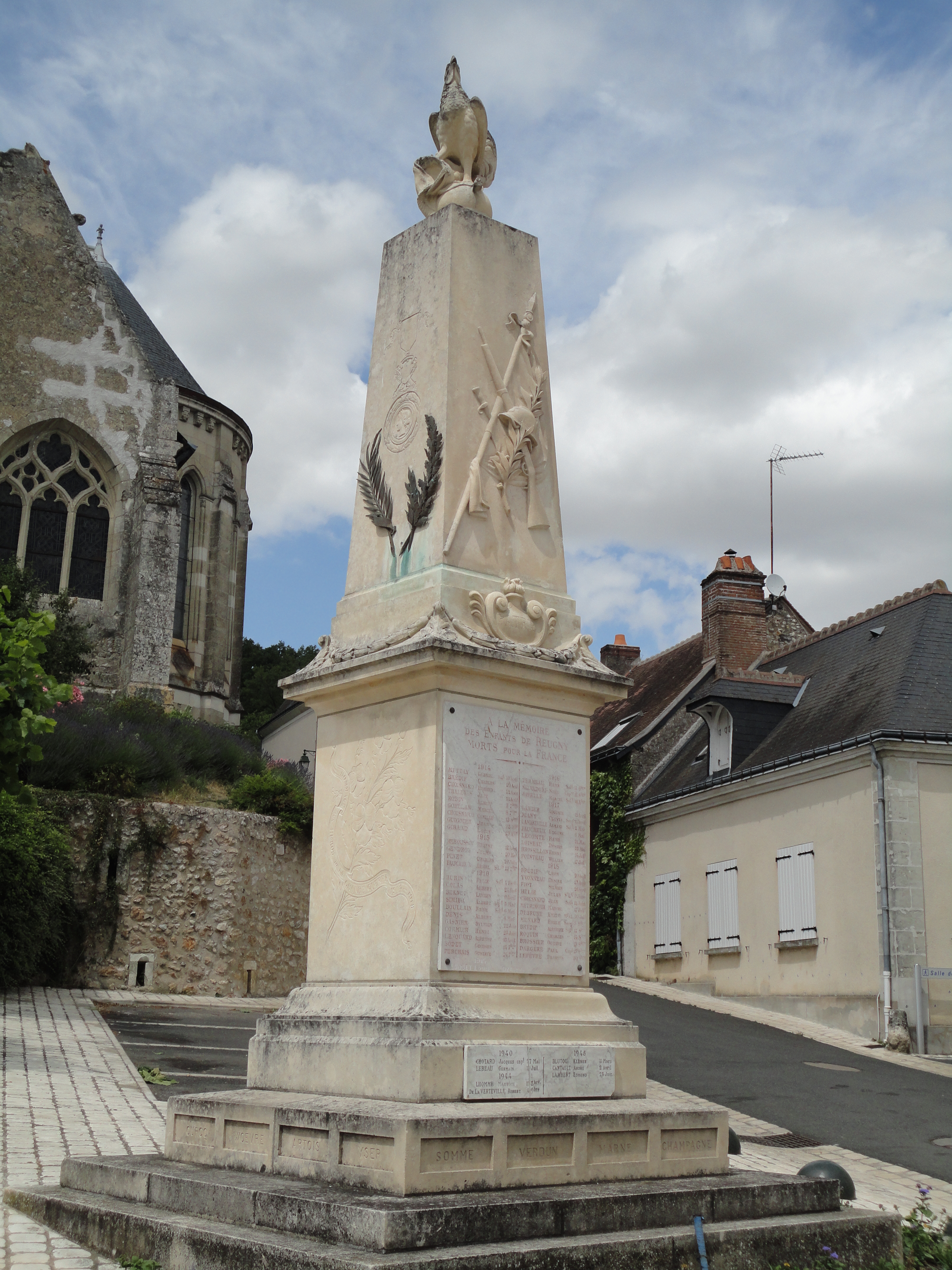
Le monument aux morts.
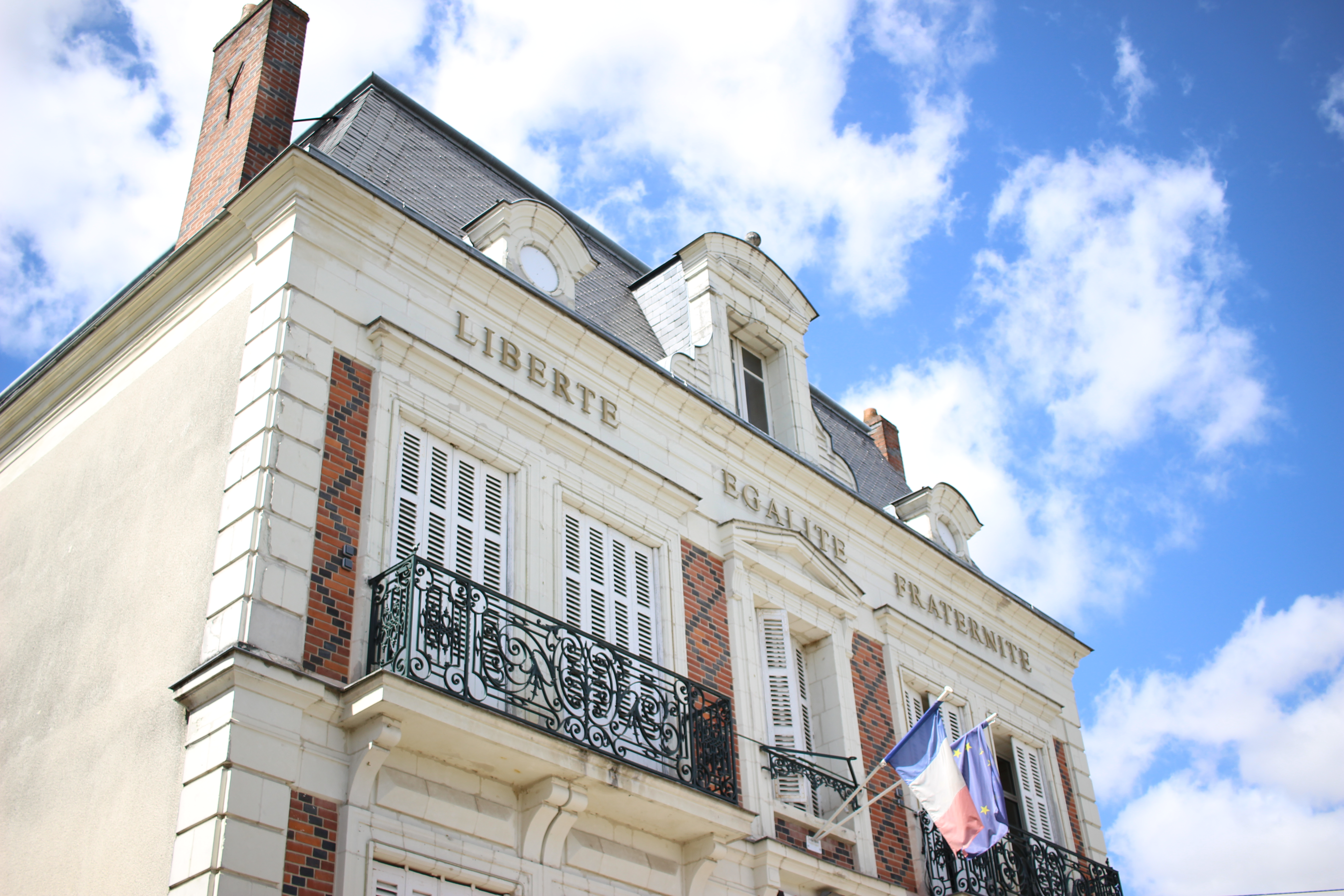
Façade de la Mairie.

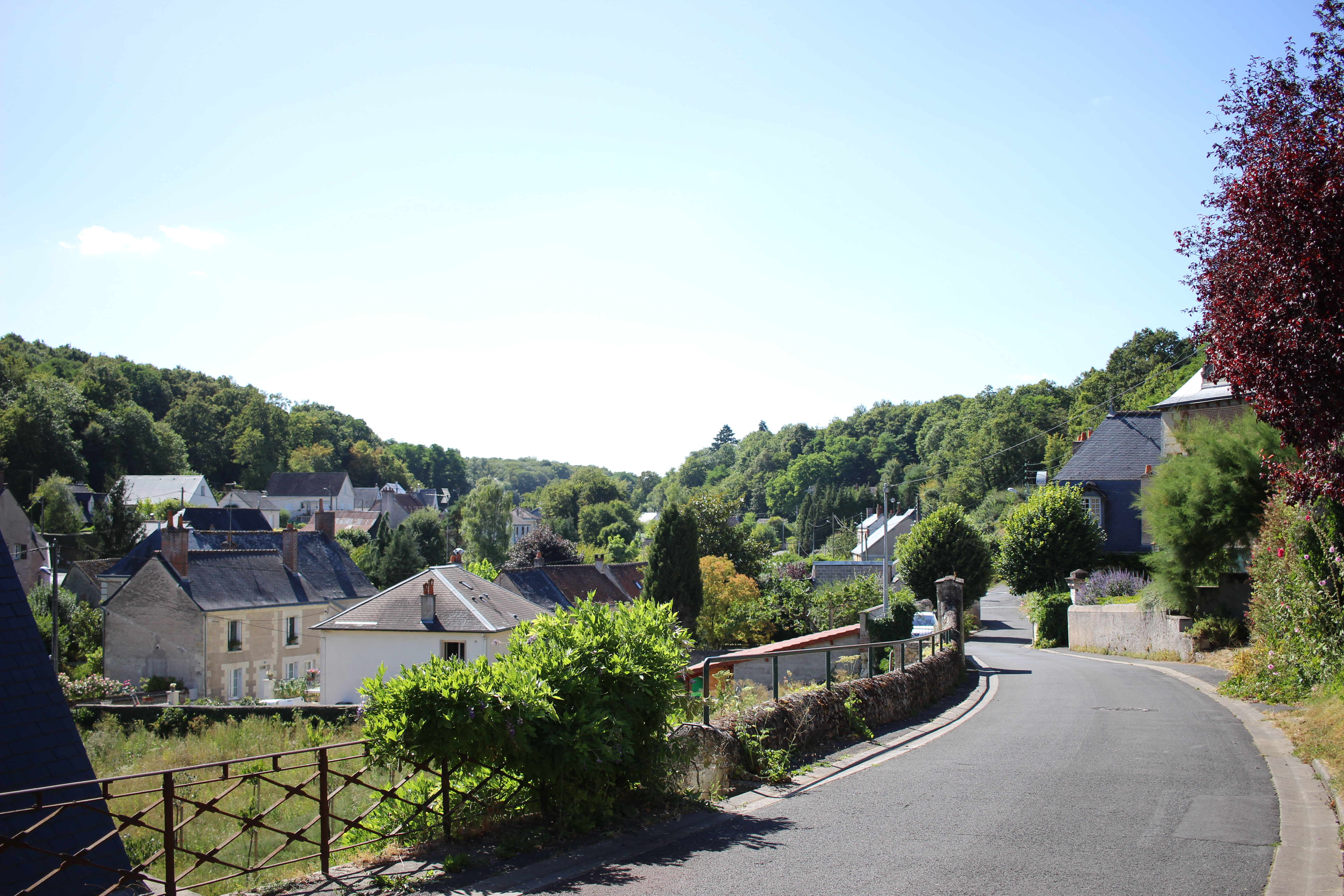
Vue de la commune de Reugny depuis l’entrée de l’église.
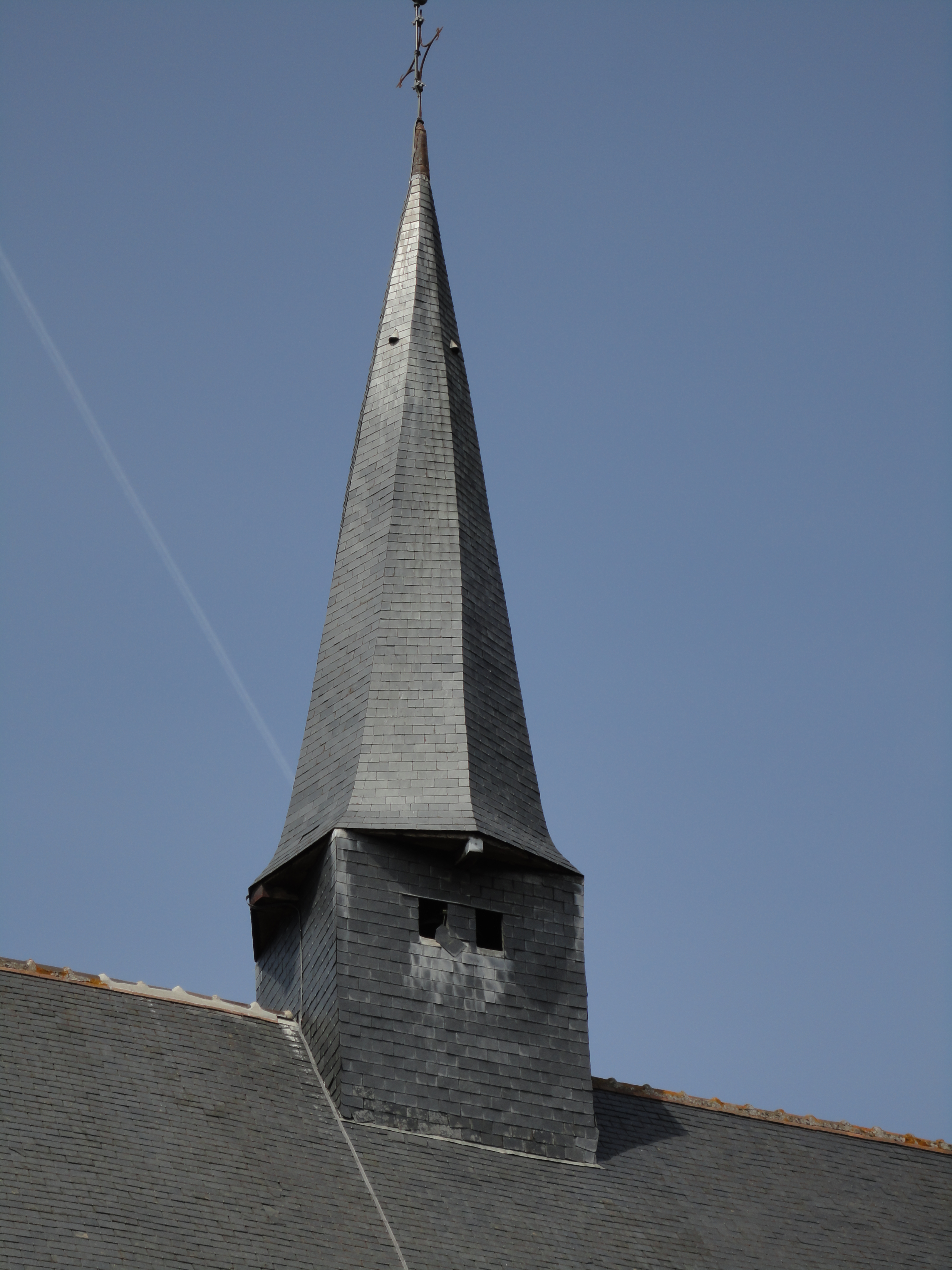
Clocher tors de l'église de Reugny.
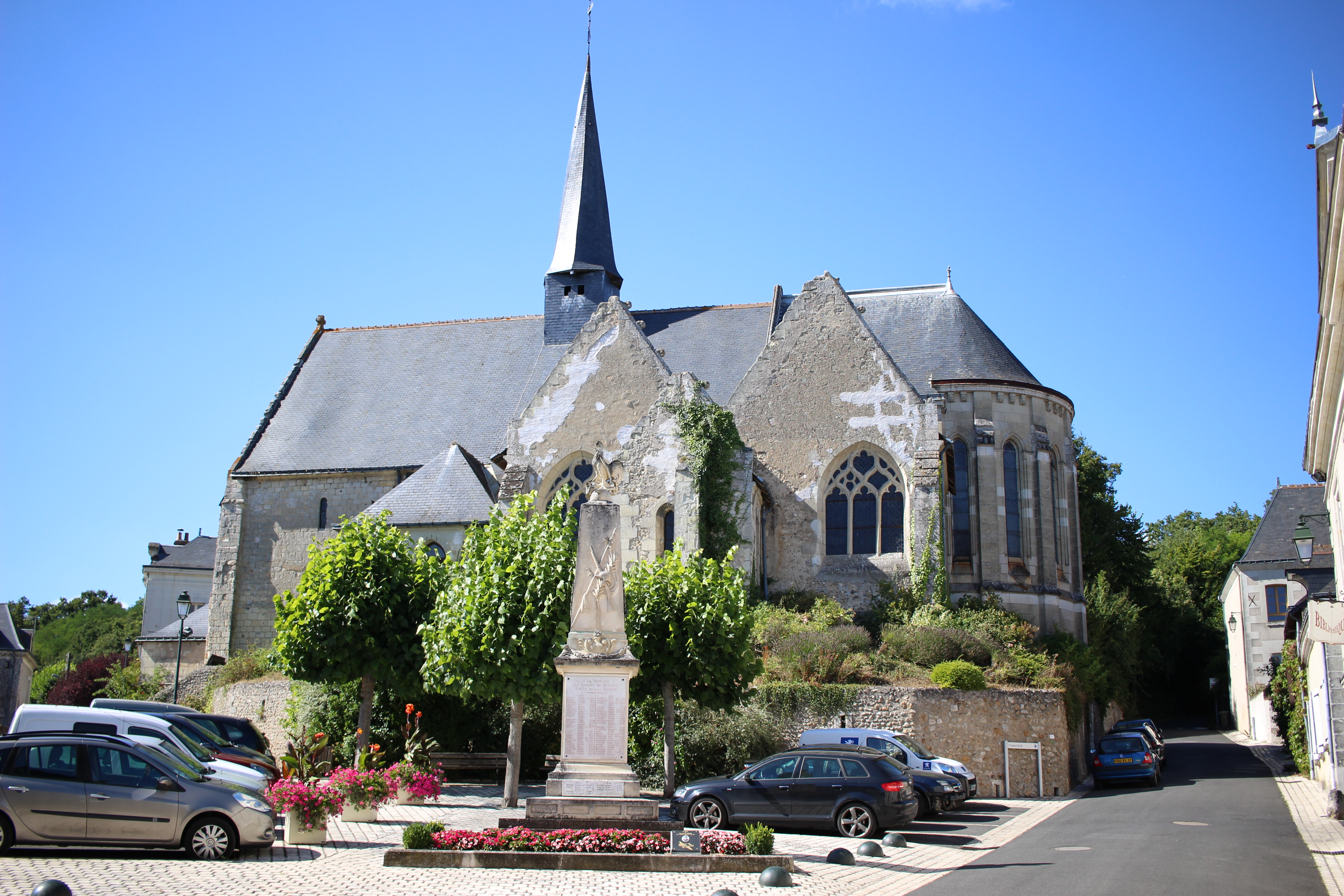
L'église Saint-Médard et le monument aux morts

## Personnalités liées à la commune
- Louise de La Vallière, première favorite du roi Louis XIV dont elle eut cinq enfants, vint souvent à l'église de Reugny avant de se retirer au Carmel. Sa famille était propriétaire du château de La Vallière, situé de l'autre côté de la vallée de la Brenne. Louise dormait sous les combles, avec une fenêtre qui donnait sur le village. C'est en sautant une haie du château avec son âne qu'elle se serait blessée à la jambe (elle boitait lorsqu'elle a rencontré le roi).
- Marcel Aymé, dont le père, Faustin, fut régisseur au château de Launay et habita, jusqu'en 1940, au 18 rue Gambetta, derrière l'église[29]. La petite maison de deux pièces ne permettait cependant pas à ses enfants, dont Marcel, de séjourner souvent à Reugny. Une rue du village porte aujourd'hui le nom de l'écrivain.
- Olivier Lecerf, ancien PDG du groupe Lafarge, est mort à Reugny le 10 août 2006.